# Juhos Gábor
Juhos Gábor (Budapest, 1978. július 5. –) Artisjus-díjas magyar hangmérnök.

## Életpályája
Anyja Tamás Zsuzsanna, a Magyar Állami Operaház fuvolaművésze, apja Juhos Tibor, a Rosé hangszerkereskedés alapítója és ügyvezető igazgatója, a Magyar Állami Operaház nyugdíjas oboaművésze.
1993-1998 között a Bartók Béla és a Weiner Leó konzervatóriumban tanult klasszikus klarinét szakon, tanára: Gyulai Endre. 1999-2002 között a Budapesti Műszaki Főiskola Kandó Kálmán Villamosmérnöki karának hallgatója.
Munkáját a "zeneiparban" már tanulmányai alatt elkezdte. 1997-2001 között különféle stúdiókban és koncertfelvételeken szerzett hangmérnöki tapasztalatot.
2001-ben cégtársával közösen megalapította saját hangstúdióját amelynek azóta is ügyvezető igazgatója. Számos CD és DVD felvétel közreműködője hazai és nemzetközi produkciókban. Koncertek keverőhangmérnöke olyan helyszíneken, mint a Papp László Budapest Sportaréna, Pulai Aréna, Margitszigeti Szabadtéri Színpad, Budai Parkszínpad, Művészetek Palotája, Carnegie Hall – New York, Wiener Stadthalle – Bécs, Zorlu Performans Sanatlari Merkezi – Istambul vagy a Szegedi Szabadtéri Játékok.
Dolgozott a könnyű és komolyzene prominens képviselőivel, Al Di Meolával, Horgas Eszterrel, Malek Miklóssal, Miklósa Erikával, Rost Andreával, Roby Lakatossal, Rico Saccanival, Boldoczki Gáborral, Szentpéteri Csillával, Palya Beával, Havasi Balázzsal, a Princess Együttessel, az I musici di Romával, a Sinfonia Varsoviával, a Liszt Ferenc Kamarazenekarral és a Budapesti Filharmóniai Társasággal. 2006-2009 között a Budapesti Operettszínházban musical előadások zenekari hangmérnöke.
2012 óta elsősorban filmes és televíziós területen dolgozik forgató hangmérnökként. 

## Élő koncertek
- HAVASI Symphonic Aréna Show, Leona Lewis (Budapest Sportaréna) – 2016
- HAVASI Symphonic Aréna Show, Lisa Gerrard, Lebo M (Wiener Stadthalle) – 2016
- HAVASI Symphonic Aréna Show, Carl Jenkins (Budapest Sportaréna) – 2015
- Europa Cantat XIX. Hungary, Pécs (Dóm tér) – 2015
- HAVASI Symphonic Concert Show, Lisa Gerrard (Carnegie Hall – New York) – 2015
- HAVASI Symphonic Aréna Show, Lebo M (Budapest Sportaréna) – 2014
- Verdi: Aida opera, Thiago Arancam (Margitszigeti Szabadtéri Színpad) – 2014
- Georges Bizet: Carmen opera, Rinat Shaham (Margitszigeti Szabadtéri Színpad) – 2014
- HAVASI Symphonic Concert Show "MÁSODIK FELVONÁS", Lisa Gerrard, Tuna Guo (Budapest Sportaréna) – 2013
- Puccini: Pillangókisasszony opera, Rost Andrea (Margitszigeti Szabadtéri Színpad) – 2013
- HAVASI Symphonic Concert Show (Budapest Sportaréna) – 2012
- HAVASI "Ecset és Zongora" (Művészetek Palotája) – 2012
- Szomor-Pejtsik-Miklós: Báthory Erzsébet musical (Margitszigeti Szabadtéri Színpad) – 2012
- "7 boszorka van…" koncert-show (Margitszigeti Szabadtéri Színpad) – 2012
- Miklósa Erika: "Másképp" lemezbemutató koncert (Művészetek Palotája) – 2011
- Lehár: A víg özvegy operett (Szegedi Szabadtéri Játékok) – 2011
- Bizet: Carmen opera (Szegedi Szabadtéri Játékok) – 2010
- Esztergomi nyár (Esztergomi Szabadtéri Játékok)
- Kocsák: Abigél musical (Thália színház, Budapesti Operettszínház)
- Sylvester Lévay – Michael Kunze: Elisabeth musical (Budapesti Operettszínház)
- Frank Wildhorn: Rudolf musical (Budapesti Operettszínház)
- Horgas Eszter – Fekete Kovács Kornél – Hárs Viktor: Charlotte (Művészetek Palotája)
- Malek Miklós: Mária – Égi szerelem – Al di Meola, Horgas Eszter (Budapest Sportaréna)
- Bizet-Malek-Nagy: Carmen koncertelőadás – Al di Meola, Horgas Eszter (Budapest Sportaréna)
- Vivaldi: Négy évszak – Horgas Eszter, Vukán György, Fekete Kovács Kornél (Művészetek Palotája)
- Princess együttes (Budai Parkszínpad)
- Verdi: Nabucco opera (Szegedi Szabadtéri Színpad)
- Kacsóh: János Vitéz daljáték (Újszegedi Szabadtéri Színpad)

## Hanglemezek
- HAVASI Symphonic (HAVASI Records) – platinalemez
- HAVASI: Brush & Piano (HAVASI Records)
- Palya Bea – Én leszek a játékszered (Sony Music) – platinalemez
- Dienes Gábor & Liszt Ferenc Kamarazenekar
- Klasszikon
- Zempléni Szabolcs: Colours of the French Horn (Oehms Classics)
- Liszt Ferenc Kamarazenekar – 6 év lemezsorozata
- Budapesti Filharmóniai Társaság (Rico Saccani) – koncertlemez sorozat
- Misztrál: Megkopott harangszó
- Misztrál: Mezőn széllel járók
- Misztrál: Ösvény
- Boldoczki Gábor & I Musici di Roma (Sony BMG)
- Boldoczki Gábor & Sinfonia Varsovia (Sony BMG) – Echo díjas
- Roby Lakatos: Klezmer Karma (Avanticlassic)
- Horgas Eszter: Mozivarázs
- Miklósa Erika: Tizenöt év a zenében
- Miklósa Erika: Csillagfényben
- Free Stile Chamber Orchestra: Pop music...
- Kiss Gy. László: Sounds of the past (Hungaroton)
- Kiss Gy. László: Hear the Sound of Tárogató! (Hungaroton)
- Kovács Béla: Hommages
- Tropical Transform Quintet: The geometry of desire

## Koncertfelvételek, televíziós közvetítések
- David Yengibarjan és barátai – DVD felvétel (Kiscelli múzeum)
- Webber: Volt egyszer egy csapat musical – TV felvétel (Madách Színház)
- 25 év Bikini – DVD felvétel (Syma csarnok)
- He and Carmen – Horgas Eszter, Al di Meola (Syma Csarnok)
- Puccini-Vukán: Bohémélet – koncertfelvétel (Zeneakadémia)
- Verdi: Traviata – Rost Andrea, Giuseppe Sabbatini – koncertfelvétel (Művészetek Palotája)
- Csemizkiy Miklós: A brémai muzsikusok – TV felvétel (Erkel Színház)
- Haydn: A Teremtés – Orfeo-zenekar, Purcell kórus – koncertfelvétel (Eszterháza)
- Március 15-i állami ünnepség – élő TV adás (Operaház)
- Szentpéteri Csilla – Újévi koncert – koncertfelvétel (Budapesti Operettszínház)
- Szentpéteri Csilla koncert – koncertfelvétel (Budapesti Kongresszusi Központ)
- Bogányi Gergely – TV felvétel
- MOL Budapest Jazz Fesztivál – 8 TV adás felvétele
- Johann Strauss: A denevér – TV felvétel (Erkel Színház)
- Miklósa Erika: Alternadíva – operafilm felvétel (Zsámbéki Romtemplom)
- Tropical Transform Quintet: Under the Rainbow (Bárka Színház)
- Méhes László: Nebántsvirág (József Attila Színház)

## Filmzene felvételek
- Ternovszky-Nepp-Malek: Macskafogó 2.
- Dusan Rapos: Cinka Panna
- Alföldi Róbert: Kire ütött ez a gyerek?
- Gárdos Péter: Az igazi Mikulás
- Mispál Attila: A fény ösvényei
- Mundruczó Kornél: A 78É Szent Johannája
- Pálfi György: A táltosember
- Novák Emil: Sobri

## Filmes-televíziós munkák
- Még egy kívánság (Megafilm)
- Félrelépni szabad (Megafilm)
- Ványa bácsi – Buborékkeringő (Megafilm)
- S.E.R.E.G. (Megafilm)
- Tündérkert (Megafilm)
- Az énekesnő (Megafilm)
- ELK*RTUK (Megafilm)
- Ecc-Pecc (Megafilm)
- Don Juan kopaszodik (Megafilm)
- The Detour 4. évad (Warner Bros.)
- Tóth János 1-2. évad (MTVA)
- Családi kör 1-5. évad (MTVA)
- Karsten og Petra (Cinenord Kidstory)
- Aranyélet 1. évad (HBO)
- Barátok közt (RTL Klub)
- Munkaügyek (Megafilm /MTVA)
- Zsaruk (Constantin Film /TV2)
- Antall József portréfilm (MTVA)
- Jamestown 2. évad (Carnival Films)
- Házasodna a gazda (RTL Klub)
- Nyerő páros (RTL Klub)
- Vacsorakirály (Life TV)
- Celebcella (Viasat6)
- Brutális digitális (Spectrum)
- Star Academy (IKO/TV2)
- X-Faktor (RTL Klub)
- Hungary’s Got Talent (RTL Klub)
- Partyzánok (RTL2)
- Rising Star MOL reklámfilm (TV2)
- Provident reklámfilmek (Springer & Jackoby)
- Penny Market reklámfilm (Springer & Jackoby)

## Társasági tagság
- 2007-ben a Magyar Hangmérnökök Társasága (H.A.E.S.) Archiválva 2013. június 7-i dátummal a Wayback Machine-ben vezetőségi tagjává választották.
- 2015-től 2019-ig a Magyar Hangmérnökök Társasága (H.A.E.S.) Archiválva 2013. június 7-i dátummal a Wayback Machine-ben alelnöke.
- 2020-tól a Magyar Filmakadémia tagja.

## Díjak, elismerések
- 2011-ben Artisjus-díjban részesült.